# Distretto di Leżajsk
Il distretto di Leżajsk (in polacco powiat leżajski) è un distretto polacco appartenente al voivodato della Precarpazia.

## Geografia antropica

### Suddivisioni amministrative
Il distretto comprende 5 comuni.
- Comuni urbani: Leżajsk
- Comuni urbano-rurali: Nowa Sarzyna
- Comuni rurali: Grodzisko Dolne, Kuryłówka, Leżajsk